# Pięść Boga
Pięść Boga (ang. The Fist of God) – powieść sensacyjna brytyjskiego pisarza Fredericka Forsytha wydana we wrześniu 1994 roku.
Jednym z głównych motywów książki jest tzw. projekt Babilon, realizowany dla rządu irackiego przez kanadyjskiego inżyniera Geralda Bulla, eksperta w dziedzinie balistyki zamordowanego w Brukseli w 1990 roku. Siły koalicyjne podczas I wojny w Zatoce Perskiej walczą z czasem, starając się odkryć, czym jest tajemnicza broń Saddama Husajna – „Pięść Boga” (Qubth-ut-Allah).
Powieść zebrała dobre recenzje, a jej wydanie w miękkiej oprawie stało się bestsellerem. Główny bohater, Mike Martin, pojawia się ponownie w powieści Afgańczyk z 2006 roku.

## Polskie przekłady
- Frederick Forsyth: Pięść Boga, tłum. Arkadiusz Nakoniecznik, Warszawa: Amber, 1997, ISBN 83-7169-438-5
- Frederick Forsyth: Pięść Boga, tłum. Tomasz Wyżyński, Warszawa: Albatros, 2013, ISBN 978-83-7885-638-2